# Губин, Андрей Викторович
Андре́й Ви́кторович Гу́бин (имя при рождении — Андре́й Вале́рьевич Клеме́нтьев; род. 30 апреля 1974, Уфа) — советский и российский эстрадный певец, музыкант, композитор, поэт-песенник, автор песен и музыкальный продюсер.

## Биография

### Ранние годы
Андрей Губин родился 30 апреля 1974 года в городе Уфе Башкирской АССР. В Уфе жил в районе Черниковка, на каникулы приезжал к бабушке в посёлок Николо-Березовка.
В 1981 году переехал с родителями в Москву. Они снимали там однокомнатную квартиру, мать не имела прописки, поэтому работать в Москве не могла; отец работал научным сотрудником и карикатуристом. Андрей помогал отцу, тоже рисуя карикатуры.
Они часто переезжали с одной квартиры на другую, так как семьям без прописки запрещалось жить в Москве, при этом Андрей часто менял школы. До 13 лет сильно картавил, но мать друга дала ему почитать книги по логопедии, и это помогло исправить речь.
В старших классах средней школы увлёкся шахматами, затем занимался футболом и даже некоторое время играл за юношескую сборную Москвы, но после перелома ноги был вынужден уйти из спорта. Мечтал стать журналистом; в 8 классе написал письмо в журнал «Огонёк» о том, что в стране идёт перестройка, а в школе всё преподают по-старому, и что учительница литературы запрещает школьникам читать журналы «Огонёк», «Новый мир», «Знамя». Про письмо узнала вся школа, так как его обнародовали. После этого случая Андрея перестали вызывать к доске. Губин окончил школу № 241, ему не выдали аттестат о среднем образовании, лишь дали справку о прослушанном курсе. Даже по прошествии двадцати лет учителя называли его «хамом» и «грубияном».

### Музыкальная и телевизионная деятельность

#### 1980-е
Свои первые стихи Андрей начал писать в 12 лет, одно из первых стихотворений называлось «Папа». Первая его песня — «Мальчик-бродяга» —, ставшая впоследствии одной из самых известных, была написана им в седьмом классе.
В 1989 году выпустил музыкальный диск «Я — бомж» с песнями под гитару. Диск был непрофессиональным, вышел тиражом в 200 экземпляров и состоял из песен социально-политического содержания. Затем вышло ещё два других непрофессиональных альбома: «Аве Мария» и «Принц и принцесса».
Он исполнял свои песни под гитару у проходной центрального телевидения и познакомился с главным редактором передачи «До 16 и старше».
В 1989 году дал интервью Георгию Галустьяну и исполнил песню «Аве Мария» для телепередачи «Детский видеоканал».
Снял в Кишинёве свой первый любительский клип на песню «Наша школа с военным уклоном» для родственников, роль военного сыграл его отец.
С января 1989 года работал журналистом в молодёжной телепрограмме «До 16 и старше» на Первой программе Центрального телевидения Гостелерадио СССР, где началась его публичная деятельность.

#### 1990-е
В 1990 году, после интервью с Андреем Макаревичем, которое посчитал неудачным, решил реализовать себя в музыке. Впоследствии признал, что поспешил с выводами.
В 1990 году участвовал в передаче «Споёмте, друзья!» с песней «Аве Мария».

#### 2000-е
В 2002 году вышел его четвёртый студийный альбом «Всегда с тобой».
В 2004 году записал агитационную песню «DJ Путин», выпущенную лейблом «Шаурма рекордз» на диске «Песни о Путине». В конце того же года написал песню «Ла-ла-ла» для Филиппа Киркорова, но песню исполнила Жанна Фриске, недавно начавшая сольную карьеру. Позднее она перепела его песню «Мама Мария».
В 2004 году спел свою песню «Девушки как звёзды» на четвёртой «Фабрике звёзд» вместе с фабрикантами Тимати, Антоном Зацепиным и Настей Кочетковой, после этого педагог «Фабрики звёзд-4» Игорь Николаев написал песню «Ниже ростом только Губин» и подарил её Антону Зацепину. Андрей Губин за это собирался подать в суд на Игоря Николаева и Антона Зацепина, также он вызвал Игоря на боксёрский поединок, но Игорь отказался. Песня вошла в дебютный альбом Зацепина 2008 года. Только в 2012 году Зацепин извинился перед Губиным. В 2004 году Андрей спел дуэтом с Александрой Балакиревой песню «Время романтиков» на «Фабрике звёзд-5».
В 2005 году пропал со сцены на время и сосредоточился на продюсировании исполнителей.
С 2000-х по январь 2010 года был продюсером утреннего шоу Кати Гордон на одной из радиостанций.

#### 2010-е
В начале 2010-х ушёл со сцены, живёт на авторские гонорары, редко появляется на публике. В немногочисленных интервью утверждает, что записал несколько новых песен, опровергает слухи о своём злоупотреблении алкоголем.
В 2012 году был героем ток-шоу «Пусть говорят» на Первом канале.
6 июня 2017 года был героем ток-шоу «Прямой эфир» на телеканале «Россия-1», а 25 июня появился в ток-шоу «Звёзды сошлись» на НТВ. 23 сентября был героем ток-шоу «Секрет на миллион» на НТВ.

#### 2020-е
В конце 2024-го года вышла первая лицензионная виниловая пластинка Андрея Губина с переизданием четвёртого (первого студийного) диска «Мальчик-бродяга». Тираж — 300 экземпляров.

### Семья
Губины поселились в Уфе в 1952 году, приехав из Москвы.
Прапрадед Губина был сослан из Москвы в Амурскую область, прадед Евдоким Губин был убит в тюрьме в первые годы Советской власти.
Дед по отцу — Виктор Губин (1919—1996), первый ректор УГНТУ.
Бабушка по отцу Валентина Емельяновна Губина преподавала в Школе МВД историю КПСС, окончила театральное училище. Но, так как муж был против, актрисой не стала. Потом окончила исторический факультет в Уфе.
Дядя Андрей Викторович Губин (род. 19.10.1959) в 1999—2005 — заместитель председателя правления «Инновационного строительного банка „Башинвест“», 2005—2011 — председатель правления ОАО «Регионального банка развития».
Тётя Анна Викторовна (д. Губина) окончила вуз в Ленинграде.
Отец Виктор Губин (1948—2007) окончил вуз в Ленинграде, защитил диссертацию, работал в Уфе научным сотрудником в НИИ, обслуживающем нефтегазовые комплексы, работал карикатуристом во многих советских журналах. В 1980-е годы был внештатным руководителем группы карикатуристов в редакции газеты «Труд». Был вице-президентом Российской товарно-сырьевой биржи. Являлся продюсером Андрея, владел несколькими звукозаписывающими студиями. Скончался 3 марта 2007 года.
Мать Светлана Васильевна Губина (25.10.1948—14.06.2012) была домохозяйкой и воспитательницей в детском садике. Первый брак матери — с Валерием Клементьевым (не является биологическим отцом — отец лишь по документам). Второй брак — с Виктором Губиным. С ним Губина была знакома, когда была ещё замужем за Валерием Клементьевым. У Губиной и Клементьева родился внебрачный сын — Андрей, и через несколько лет дочь — Анастасия. Поскольку на тот момент Губина официально была замужем за Клементьевым, дети были записаны на фамилию первого мужа. Когда Андрею было семь лет, Губины узаконили свои отношения и переехали в Москву. Светлана Губина умерла 14 июня 2012 года от сердечного приступа.
Младшая сестра — Анастасия Боева (по мужу, урождённая Клементьева; род. 16.12.1980), училась на экономическом факультете ВГИКа по специальности «менеджер по производству и реализации аудиовизуальной продукции».

### Болезнь
Уход с большой сцены Андрей Губин объяснял значительными проблемами со здоровьем. В середине 2000-х годов ему был поставлен диагноз — левосторонняя прозопалгия лица — болезнь нервной системы, из-за которой человек испытывает постоянные лицевые боли. Причиной заболевания врачи называют недосыпание, переутомление, хронический стресс.
В интервью Губин пожаловался на преследования неизвестными людьми, которые выкрикивают оскорбления, на попытки сбить его электросамокатами и автомобилем, на намеренную порчу и нанесение вреда его одежде и имуществу, на незаконное проникновение в его жилище, на многочисленные, ежедневные оскорбительные сообщения и звонки от неизвестных. Кроме того, артист упомянул бесконечные строительные работы в его доме и сильнейший шум в связи с этим. Из-за боязни подобной огласки в средствах массовой информации незаконных действий по преследованию и жесточайшей травле певца, Василий Шуров высказал мнение, что Губин психически болен, так как испытывает значительные проблемы с сердечной деятельностью, сильнейшие физические боли в теле и жалуется на ограниченную подвижность левой стороны лица, левой ноги и руки.
Юридическая команда Губина оспаривает заявления Шурова в адрес Андрея Губина и утверждает, что они некомпетентны и оскорбительны, заведомо неправдивы, порочат честь и достоинство артиста, являются клеветой, дисциплинарным нарушением врачебной практики, этики и основных постулатов. По её мнению, непрофессиональные действия и высказывания Шурова могут представлять собой оплаченный сговор группы лиц с намерением высмеять и унизить исполнителя перед людьми, через средства массовой информации.

### Личная жизнь
Первой большой любовью Губина была Елизавета Саутина, которой он посвятил песню «Лиза» и благодаря которой он написал свой первый студийный альбом — «Мальчик-бродяга». Познакомились в московском метро и стали жить в неофициальном браке. В то время Губину было 19 лет, а Саутиной 17. Пара рассталась через год из-за гастролей Губина.
Второй возлюбленной Губина стала экс-солистка дуэта «Карамель» Людмила Кобевко, в период увлечения которой он написал свой второй студийный альбом — «Только ты». Кобевко была участницей балета, с которым Губин выступал недолгое время. С Кобевко прожил полтора года в неофициальном браке. Губин являлся саунд-продюсером дуэта «Карамель» и написал для них такие песни, как «Шуба-дуба», «Пум-пам».
Губин ни разу не был официально женат, детей нет.
Максим Кваснюк выдавал себя за внебрачного сына Губина в 2017 году, но тест ДНК это опроверг.

## Творчество

### Песни
- 1989 — «Аве Мария»[41]
- 1994 — «Лиза»
- 1994 — «Мальчик-бродяга»
- 1994 — «Ночь»
- 1995 — «Дай мне слово»
- 1996 — «Забытый тобой»
- 1996 — «Мой Бог»
- 1996 — «Как же так»
- 1997 — «Зима-холода»
- 1997 — «Ты говорила»[42]
- 1998 — «Милая моя далеко»
- 1998 — «Я знаю, ты знаешь»
- 1998 — «Птица»
- 1999 — «День и ночь»
- 1999 — «О тебе мечтаю я»
- 1999 — «Плачь, любовь!»
- 2000 — «Без тебя»
- 2000 — «Облака»
- 2000 — «Было, но прошло»
- 2001 — «Листопад»
- 2001 — «Убегает лето»
- 2001 — «Не бесконечна зима»
- 2002 — «Танцы»
- 2002 — «Будь со мной»
- 2002 — «Она одна»
- 2003 — «Девушки, как звёзды»
- 2003 — «К Алине»
- 2003 — «Я и ты»
- 2003 — «Я всегда с тобой»
- 2004 — «Время романтиков»
- 2004 — «Солнышко»
- 2004 — «Мама Мария»
- 2004 — «Те, кто любит» (совместно с группой «Краски»)
- 2004 — «Путин супер DJ»
- 2004 — «На работу»
- 2004 — «Лишь для тебя»
- 2005 — «Дверь открой»
- 2007 — «Лена»
- 2009 — «Нежность» (Слита в сеть)

#### Песни другим исполнителям
Писал песни для Жанны Фриске: «Ла-ла-ла», «Мама-Мария»; для Майка Мироненко: «Привет, малыш!» и «Но кого» и др., писал песни для группы «Карамельки», Юлии Беретты, «Ранеток», Сосо Павлиашвили, Кристины Орбакайте («Снег»), «Цветомузыки»
- 1998 — Карамель — Шуба-дуба
- 1999 — Карамель — Пум-Пам
- 2003 — Ульяна Karakoz — Воскресенье (Саунд-продюсер, аранжировка)
- 2003 — Ульяна Karakoz — Табу на любовь (Саунд-продюсер, аранжировка)
- 2004 — Жанна Фриске — Ла-ла-ла
- 2004 — Ульяна Karakoz — Недолюбили (Саунд-продюсер, аранжировка)
- 2005 — Цветомузыка — Цветомузыка
- 2005 — Майк Мироненко — Гагарин
- 2006 — Майк Мироненко — Но кого?
- 2006 — Жанна Фриске — Мама-Мария
- 2006 — Майк Мироненко — Только ты
- 2006 — Юлия Беретта — Женщина
- 2006 — Майк Мироненко — Привет, малыш
- 2007 — Юлия Беретта — Секси
- 2007 — Юлия Беретта — Кошка
- 2008 — Кристина Орбакайте — Снег
- 2009 — Ранетки — Мальчик мой
- 2012 — Юлия Беретта — Такси
- 2014 — Юлия Беретта — Лобовое стекло
- 2014 — Юлия Беретта — Только для тебя
- 2021 — Ульяна Karakoz — Ты и я (Автор слов)

### Альбомы

#### Неизданные
- 1989 — «Я — бомж» (под гитару, т. 200 экз. соц. — полит. песни)
- 1992 — «Аве Мария»[3]
- 1992 — «Принц и принцесса».[3]

#### Студийные
| №   | Название                     | Длительность |
| --- | ---------------------------- | ------------ |
| 1.  | «Мальчик-бродяга»            | 3:10         |
| 2.  | «Ночь»                       | 3:40         |
| 3.  | «Лиза»                       | 4:30         |
| 4.  | «Ты дождись меня»            | 3:56         |
| 5.  | «Я всё знаю»                 | 4:28         |
| 6.  | «Как же так»                 | 3:43         |
| 7.  | «Мой Бог»                    | 3:05         |
| 8.  | «Последняя любовь»           | 3:57         |
| 9.  | «Всё для тебя»               | 3:15         |
| 10. | «Звездой моей не станешь ты» | 2:50         |

| №   | Название            | Длительность |
| --- | ------------------- | ------------ |
| 1.  | «Зима-холода»       |              |
| 2.  | «Я знаю, ты знаешь» |              |
| 3.  | «Милая моя далеко»  |              |
| 4.  | «День и ночь»       |              |
| 5.  | «Ты уходишь одна»   |              |
| 6.  | «Золотая осень»     |              |
| 7.  | «За тобой…»         |              |
| 8.  | «Игра»              |              |
| 9.  | «Птица»             |              |
| 10. | «Дай мне слово»     |              |

| №   | Название           | Длительность |
| --- | ------------------ | ------------ |
| 1.  | «Интродукция»      |              |
| 2.  | «Облака»           |              |
| 3.  | «Никогда»          |              |
| 4.  | «Мягкие лапки»     |              |
| 5.  | «Он тебя не любит» |              |
| 6.  | «С тобою рядом»    |              |
| 7.  | «Было но прошло»   |              |
| 8.  | «У меня есть ты…»  |              |
| 9.  | «Белый февраль»    |              |
| 10. | «Знаю я»           |              |
| 11. | «Дарю цветы»       |              |
| 12. | «Плачь Любовь»     |              |

| №   | Название             | Длительность |
| --- | -------------------- | ------------ |
| 1.  | «Танцы»              |              |
| 2.  | «Будь со мной»       |              |
| 3.  | «Я всегда с тобой»   |              |
| 4.  | «Крошка»             |              |
| 5.  | «Он тебя не любит»   |              |
| 6.  | «Она одна»           |              |
| 7.  | «Убегает лето»       |              |
| 8.  | «Осень пришла»       |              |
| 9.  | «Девушки как звёзды» |              |
| 10. | «Долгими ночами»     |              |
| 11. | «К Алине»            |              |

| №   | Название           | Длительность |
| --- | ------------------ | ------------ |
| 1.  | «Интродукция»      |              |
| 2.  | «Облака»           |              |
| 3.  | «Никогда»          |              |
| 4.  | «Мягкие лапки»     |              |
| 5.  | «Он тебя не любит» |              |
| 6.  | «С тобою рядом»    |              |
| 7.  | «Было но прошло»   |              |
| 8.  | «У меня есть ты…»  |              |
| 9.  | «Белый февраль»    |              |
| 10. | «Знаю я»           |              |
| 11. | «Дарю цветы»       |              |
| 12. | «Плачь Любовь»     |              |

| №   | Название           | Длительность |
| --- | ------------------ | ------------ |
| 1.  | «Интродукция»      |              |
| 2.  | «Облака»           |              |
| 3.  | «Никогда»          |              |
| 4.  | «Мягкие лапки»     |              |
| 5.  | «Он тебя не любит» |              |
| 6.  | «С тобою рядом»    |              |
| 7.  | «Было но прошло»   |              |
| 8.  | «У меня есть ты…»  |              |
| 9.  | «Белый февраль»    |              |
| 10. | «Знаю я»           |              |
| 11. | «Дарю цветы»       |              |
| 12. | «Плачь Любовь»     |              |

#### Сборники и коллекционные издания
- 2001 — «The Best»
- 2002 — «V.I.P»
- 2003 — «Платиновая коллекция»
- 2004 — «The Best — Время романтиков»
- 2005 — «Дверь открой»
- 2008 — «The Best + DVD»
- 2013 — «С тобою рядом»
- 2014 — «Андрей Губин, Влад Сташевский — Golden Hits Collection»

### Видео
| Год  | Видеоклип                                | Режиссёр           | Альбом            |
| ---- | ---------------------------------------- | ------------------ | ----------------- |
| 1994 | « Лиза»                                  | Ирина Максимова    | «Мальчик-бродяга» |
| 1995 | « Мальчик-бродяга»                       | Сергей Кальварский | «Мальчик-бродяга» |
| 1996 | « Ночь»                                  | Ирина Максимова    | «Мальчик-бродяга» |
| 1996 | « Дай мне слово»                         | Анатолий Берсенев  | «Только ты»       |
| 1997 | « Зима-холода»                           | Александр Солоха   | «Только ты»       |
| 1998 | « Я знаю, ты знаешь»                     | Михаил Хлебородов  | «Только ты»       |
| 1998 | « Птица»                                 | Игорь Коробейников | «Только ты»       |
| 1999 | « Плачь, любовь»                         | Михаил Хлебородов  | «Было, но прошло» |
| 2000 | «Было, но прошло» (неизданный)           | Сергей Кальварский | «Было, но прошло» |
| 2000 | « Облака»                                | Евгений Митрофанов | «Было, но прошло» |
| 2000 | « Без тебя»                              | Ирина Миронова     | «Облака»          |
| 2002 | « Танцы»                                 | Дмитрий Захаров    | «Всегда с тобой»  |
| 2002 | « Будь со мной»                          | Дмитрий Захаров    | «Всегда с тобой»  |
| 2002 | « Она одна»                              | Ирина Миронова     | «Всегда с тобой»  |
| 2003 | « Девушки, как звёзды»                   | Ирина Миронова     | «Всегда с тобой»  |
| 2003 | « Я всегда с тобой» (feat. Ольга Орлова) | Дмитрий Захаров    | «Всегда с тобой»  |
| 2004 | « Солнышко»                              | Ирина Миронова     | вне альбома       |
| 2004 | « Те, кто любит» (feat. Краски)          | Дмитрий Захаров    | вне альбома       |

### Фильмография
- 1998 — Я знаю, ты знаешь

### Телевидение
- 1989 — «До 16 и старше» (Первая программа ЦТ)
- 1995 — «50х50»
- 1996 — «Дело вкуса»
- 1998 — «Акулы пера» (ТВ-6)
- 2000 — «Сдобный вечер»
- 2002 — «Напросились» (Муз-ТВ)
- 2002 — «Вторжение»
- 2003 — «Большая стирка» (Первый канал)
- 2005 — «Розыгрыш» (Первый канал)
- 2005 — «Пять вечеров» (Первый канал)
- 2007 — «Детали» (СТС)
- 2008 — «Меломания» (RU.TV)[46]
- 2009 — «Рождённые в СССР» (Ностальгия)
- 2009 — «Невероятные истории любви» (СТБ)[47]
- 2012, 2007 — «Пусть говорят» (Первый канал)
- 2012, 2019 — «Сегодня вечером» (Первый канал)
- 2012 — «Русские сенсации» (НТВ)[48]
- 2013 — «Жизнь, как песня» (НТВ)[49]
- 2014 — «Пик популярности» (RU.TV)[50]
- 2014 — «Я подаю на развод» (Первый канал)
- 2015 — «До звезды» (Москва 24)
- 2017 — «Ой, мамочки!» (Мир 24)[51]
- 2017, 2023 — «Прямой эфир» (Россия-1)[52]
- 2017 — «Звёзды сошлись» (НТВ)
- 2017 — «Секрет на миллион» (НТВ)[53]
- 2019 — «Привет, Андрей!» (Россия 1)
- 2022 — «Ты суперстар!» (НТВ)[54]
- 2023, 2024 — «Pro Новости» (МУЗ ТВ)[55][56]

### Документальные фильмы
- 2014 — «Пик популярности. Андрей Губин» (документальный фильм телеканала «RU.TV»; при создании использовались архивные съёмки).
- 2016 — «Девяностые» (документальный фильм телеканала «ТВ Центр»; при создании использовались архивные съёмки).

## Пародии
- «Точь-в-точь» — Родион Газманов — «Мальчик-бродяга» (2015)[57].
- «Один в один!» — Вадим Казаченко — « Ночь»
- «Мурзилки International» —  Пародия на песню «Лиза»

### Перепевки
- Жизнь как песня — Жасмин — « Ночь» (2013)
- ЛСП — « Зима-холода»
- CHEBANOV — « Ночь»